# Abiy Ahmed Ali
Abiy Ahmed Ali (em amárico: አብይ አህመድ አሊ; em oromo: Abiyyi Ahimad Alii; Bexaxa, Cafa, 15 de agosto de 1976) é um engenheiro informático, militar, político, e estadista etíope, atual primeiro-ministro de Etiópia desde 2 de abril de 2018. É presidente do Partido da Prosperidade (PP), partido que sucedeu legalmente a Frente Democrática Revolucionária Popular do Povo Etíope (FDRPE), coalizão governista desde 1991. Antes da sua eleição como primeiro-ministro, Abiy foi deputado da Assembleia Parlamentar Federal e Ministro da Ciência e da Tecnologia entre 2015 e 2016.
Ex-oficial dos serviços de informações do exército etíope, Abiy assumiu o cargo de primeiro-ministro em abril de 2018, em plenos protestos generalizados contra o regime autoritário de Hailemariam Desalegn. Abiy é o primeiro oromo étnico (a etnia maioritária do país) a exercer a chefia do governo da Etiópia. Desde a sua chegada ao poder, tem encabeçado um amplo processo de reforma política, social e económica, desde a libertação de mais de 7600 prisioneiros considerados como presos políticos apenas na região de Oromia (mais outros 575 a nível nacional) e de regresso de vários dirigentes opositores exilados;  a liberalização progressiva da economia em detrimento do habitual monopólio estatal; e de uma reforma constitucional que levasse à revisão do sistema de federalismo étnico implementado no país, considerado como um dos principais motivos para as tensões raciais persistentes em Etiópia. Abiy tem anunciado que procura uma transição progressiva para uma plena democracia multipartidária. A sua administração tem alentado também um aumento da participação das mulheres na política etíope, instigando a eleição de Sahle-Work Zewde como presidente da república e promovendo a nomeação da advogada ativista pelos direitos das mulheres Meaza Ashenafi como presidente da Suprema Corte Federal, além de atingir a paridade de género no seu gabinete.
Em 11 de outubro de 2019 Abiy foi distinguido com o Prémio Nobel da Paz por seu trabalho em encerrar vinte anos de impasse entre a Etiópia e a Eritreia. Após o recebimento do prêmio, Ali recebeu diversas críticas, já que, em novembro de 2020, Abiy ordenou uma ofensiva militar na região norte de Tigré e prometeu que o conflito seria resolvido rapidamente. Entretanto, o conflito deixou milhares de mortos, desalojou mais de 2 milhões de pessoas, aumentou a fome e deu origem a uma onda de atrocidades com características de genocídio.

## Começo da vida e educação
Abiy Ahmed nasceu na cidade de Bexaxa, na histórica província de Cafa (na região de Oromia), Etiópia, em 15 de agosto de 1976. Seu pai, Ahmed Ali, é um Oromo muçulmano, enquanto sua falecida mãe, Tezeta Wolde era uma cristã ortodoxa amara, é cristão pentecostal evangélico devoto da Igreja dos Crentes do Evangelho Pleno.
Abiy, que tinha começado os seus trabalhos de doutoramento como estudante regular, completou esse grau académico em 2017 no Instituto para Estudos de Paz e Segurança, Universidade de Adis Abeba. Fez seu trabalho de doutorado no distrito eleitoral de Agaro com a tese doutoral intitulada "O capital social e seu papel na resolução de conflitos tradicionais em Etiópia: o caso do conflito interreligioso no estado da zona de Jima". Como rastreamento de sua tese doutoral, publicou um artigo de investigação sobre estratégias de redução no Boletim do Corno de África num número de revista especial dedicado a contrarrestar o extremismo violento.

## Carreira militar
Como adolescente no início de 1991, aderiu à luta armada contra o regime marxista-leninista de Mengistu Haile Mariam após a morte de seu irmão mais velho, como membro do Organização Democrática dos Povos Oromo (OPDO), que nesse momento era uma organização pequena de só uns 200 combatentes no grande exército de coalizão de uns 100.000 combatentes que resultou na queda do regime nesse mesmo ano. Como só tinha tão poucos combatentes PAO num exército com seu núcleo de ao redor de 90.000 tigrínios, Abiy rapidamente teve que aprender o idioma tigrínio. Como orador tigrínio num aparelho de segurança dominado por tigrínios, poderia avançar em sua carreira militar.

## Carreira política

### Membro do Parlamento
Começou sua carreira política como membro do OPDO, que é o partido governista na Região de Oromia desde 1991 e também um dos quatro partidos de coalizão da coalizão governista FDRPE. Converteu-se em membro do comité central de ODP e membro do congresso do comité executivo da FDRPE, em rápida sucessão.
Em 2014, durante seu tempo no parlamento, Abiy converteu-se no diretor-geral de um novo Instituto de Investigação do Governo chamado Centro de Informação de Ciência e Tecnologia (STIC). No ano seguinte, em 2015, Abiy converteu-se em membro executivo de OPDO. No mesmo ano foi reeleito para a Câmara de Representantes dos Povos por um segundo mandato, desta vez para sua casa no woreda de Gomma.
A princípios de 2018, muitos observadores políticos consideraram a Abiy e Lemma como os políticos mais populares dentro da maioria da comunidade Oromo e outras comunidades etíopes. Isto veio após vários anos de distúrbios em Etiópia. Mas apesar desta qualificação favorável para Abiy e Lemma, os jovens da Região de Oromia pediram uma acção imediata sem demoras para trazer uma mudança fundamental e liberdade à Região de Oromia e Etiópia, caso contrário, esperar-se-ia mais descontentamento. Segundo o próprio Abiy, a gente está a pedir uma retórica diferente, com uma discussão aberta e respeitosa no espaço político para permitir o progresso político e ganhar às pessoas para a democracia em lugar de pressioná-las. Até princípios de 2018, Abiy continuou ocupando o cargo de chefe da secretaria de OPDO e do Escritório de Desenvolvimento Urbano e de Moradia de Oromia e como Vice-presidente da Região de Oromia. Depois deixou todos estes postos após sua eleição como líder da FDRPE.